# Helheim

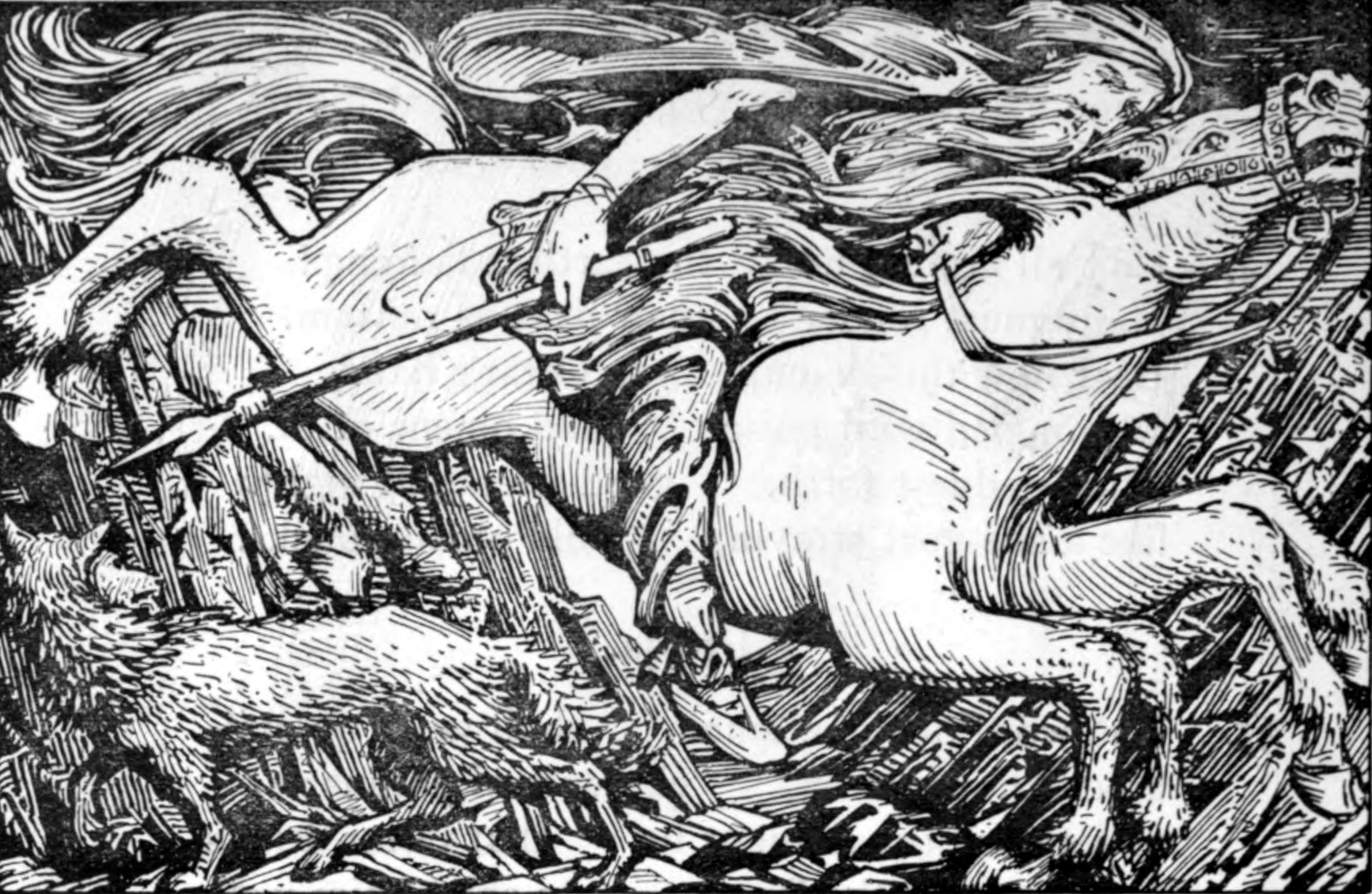
"Odin cưỡi ngựa đến Hel" (1908). Tranh của W. G. Collingwood.

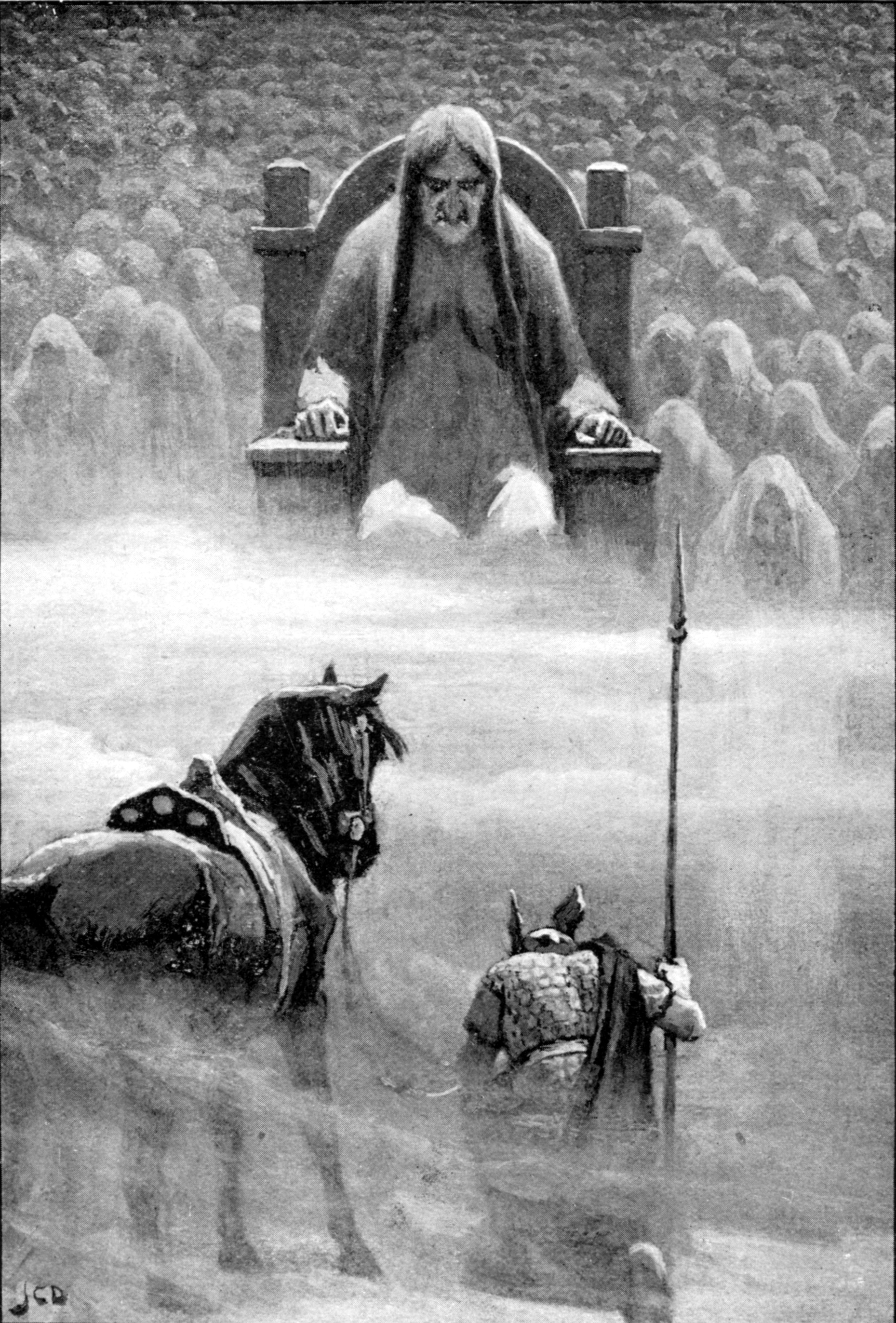
Minh họa cho cuốn sách Myths of the Norsemen from the Eddas and Sagas: Hermóðr diện kiến trước Hel

Helheim (Cổ Bắc Âu:ˈhel) trong thần thoại Bắc Âu được miêu tả là vùng đất ở thế giới bên kia, nằm dưới sự cai trị bởi vị thần tên là Hel. Nơi này được đề cập trong nhiều tác phẩm của người Iceland. Trong tập thơ Poetic Edda, Brynhildr sau khi chết đã có hành trình đến Hel và thần Odin khi còn sống cũng đã đến thăm Hel trên con ngựa Sleipnir của mình. Tác phẩm Prose Edda cũng đề cập đến việc Hermóðr đã cố gắng sử dụng Sleipnir để cướp lại Baldr trên hành trình đến thế giới bên kia.

## Từ nguyên
Danh từ cái tiếng Bắc Âu cổ Hel giống với tên của sinh vật cai trị vương quốc, Hel. Từ này có nguồn gốc từ sự kết hợp của các nhánh thuộc Ngữ tộc German, bao gồm hell trong tiếng Anh cổ (sau này là hell trong tiếng Anh hiện đại), helle trong tiếng Frisian cổ, hellia trong tiếng Saxon cổ, hella trong tiếng Đức cao địa và 𐌷𐌰𐌻𐌾𐌰  trong tiếng Goth. Hình thái cuối cùng xuất phát từ danh từ cải biên trong tiếng Proto-Germanic *haljō (có nghĩa là  'nơi ẩn giấu, thế giới ngầm'). Ngược lại, dạng Proto-Germanic bắt nguồn từ lớp o của gốc Proto-Ấn-Âu* kel- , * kol - (có nghĩa là 'che phủ, che giấu').
Thuật ngữ này có liên quan tới từ hall trong tiếng Anh hiện đại và từ Valhalla (có nghĩa là  'hành lang của kẻ bị giết'  ở thế giới bên kia trong Thần thoại Bắc Âu). Hall và vô số các từ đồng âm tiếng Đức của nó bắt nguồn từ *hallō trong tiếng Proto-Germanic ( 'địa điểm kín đáo, đại sảnh'), từ *kol- trong tiếng Proto-Ấn-Âu.
Các thuật ngữ và khái niệm tiếng Đức liên quan bao gồm * halja-rūnō trong tiếng Proto-Germanic - một danh từ ghép giống cái, và *halja-wītjan - một danh từ ghép trung tính. Hình thức này được cải biên lại từ danh từ số nhiều *haliurunnae (có nghĩa là 'phù thủy'), helle-rúne trong tiếng Anh cổ ('mụ phù thủy, pháp sư chiêu hồn') và helli-rūna trong tiếng Đức Cổ ('ma thuật'). Cụm từ này bao gồm hai bộ phận * haljō và *rūnō - tiền thân của chữ rune trong tiếng Anh hiện đại. Tuy nhiên, thành tố thứ hai haliurunnae có thể là dạng danh từ của rinnan ("chạy, đi"), nghĩa đen có nghĩa là "người đi đến thế giới bên kia".
Halja-wītjan trong tiếng Proto-Germanic được cải biên từ hel-víti trong tiếng Bắc Âu cổ ('địa ngục'), helle-wíte trong tiếng Anh cổ ('địa ngục đau khổ'), helli-wīti trong tiếng Saxon cổ ('địa ngục') và helle- wīze trong tiếng Đức cao địa. Cụm từ này là sự kết hợp của *haljō và *wītjan (được cải biên từ witt trong tiếng Anh cổ điển, gewit trong tiếng Saxon cổ và un-witi trong tiếng Gothic).

## Dẫn chứng

### Tập thơ Edda
Trong bài thơ Völuspá, một völva (nữ tiên tri trong văn hóa Đức) tiên đoán rằng Hel sẽ đóng một vai trò quan trọng trong Ragnarök. Völva cũng tiên đoán rằng tiếng gáy của "con gà trống màu đỏ đen từ sảnh của Hel" là một trong ba con gà trống báo hiệu sự bắt đầu của Ragnarök. Hai con gà còn lại là Fjalar ở Jotunheim và Gullinkambi ở Valhalla.
Trong khổ thơ thứ 31 của Grímnismál stanza 31, Hel được miêu tả là tồn tại bên dưới một trong ba gốc của cây thế giới Yggdrasil. Hai gốc cây còn lại một cái dẫn đến frost jötnar và một cái dẫn đến Mankind. Bài thơ Guðrúnarkviða I cũng đề cập tới nỗi đau đớn của Herborg khi chuẩn bị tang lễ cho các thành viên khác trong gia đình, con cái và chồng cô, được mô tả là "sửa soạn cuộc hành trình của họ đến Hel".
Trong bài thơ Helreið Brynhildar, Hel được đề cập trực tiếp trong tiêu đề "Brynhild's Hel-Ride" (hành trình đến Hel của Brynhild). Trong khi đi dọc theo con đường ở biên giới Hel trên một chiếc xe ngựa lộng lẫy (chiếc xe chở xác của cô đã bị thiêu rụi bên trong), Brynhildr gặp một nữ khổng lồ đã chết trên một gò đất. Một cuộc trò chuyện bắt đầu và Brynhildr kể về cuộc đời của mình.
Trong bài thơ Baldrs draumar, Odin cưỡi ngựa đến rìa của Hel để điều tra những cơn ác mộng mà Baldr gặp phải. Ông sử dụng một câu thần chú để làm cho xác chết của một Völva sống lại. Odin giới thiệu mình dưới một cái tên giả và hỏi thông tin liên quan đến những giấc mơ của Baldr. Völva miễn cưỡng đưa ra những lời tiên tri về các sự kiện của Ragnarök .
Bài thơ cung cấp một số thông tin liên quan đến vị trí của Hel cùng với mô tả trong Prose Edda. Niflhel được đề cập là chỉ ở bên ngoài Hel. Trên hành trình Odin tới Hell, con sói Garmr nhuốm máu sẽ xuất hiện và chạm trán Odin. Odin tiếp tục hành trình và tiếp cận Hel, nơi được mô tả là "đại sảnh của Hel. Tại đó, ông tiến đến mộ của Völva gần các cánh cửa phía đông, các chi tiết mô tả về Hel tới đây là hết.